# Années 360 av. J.-C.
Les années 360 av. J.-C. couvrent les années de 369 av. J.-C. à 360 av. J.-C.

## Événements
- 377 ou 367 av. J.-C. : deuxième concile bouddhique[1] (ou 383 av. J.-C.).

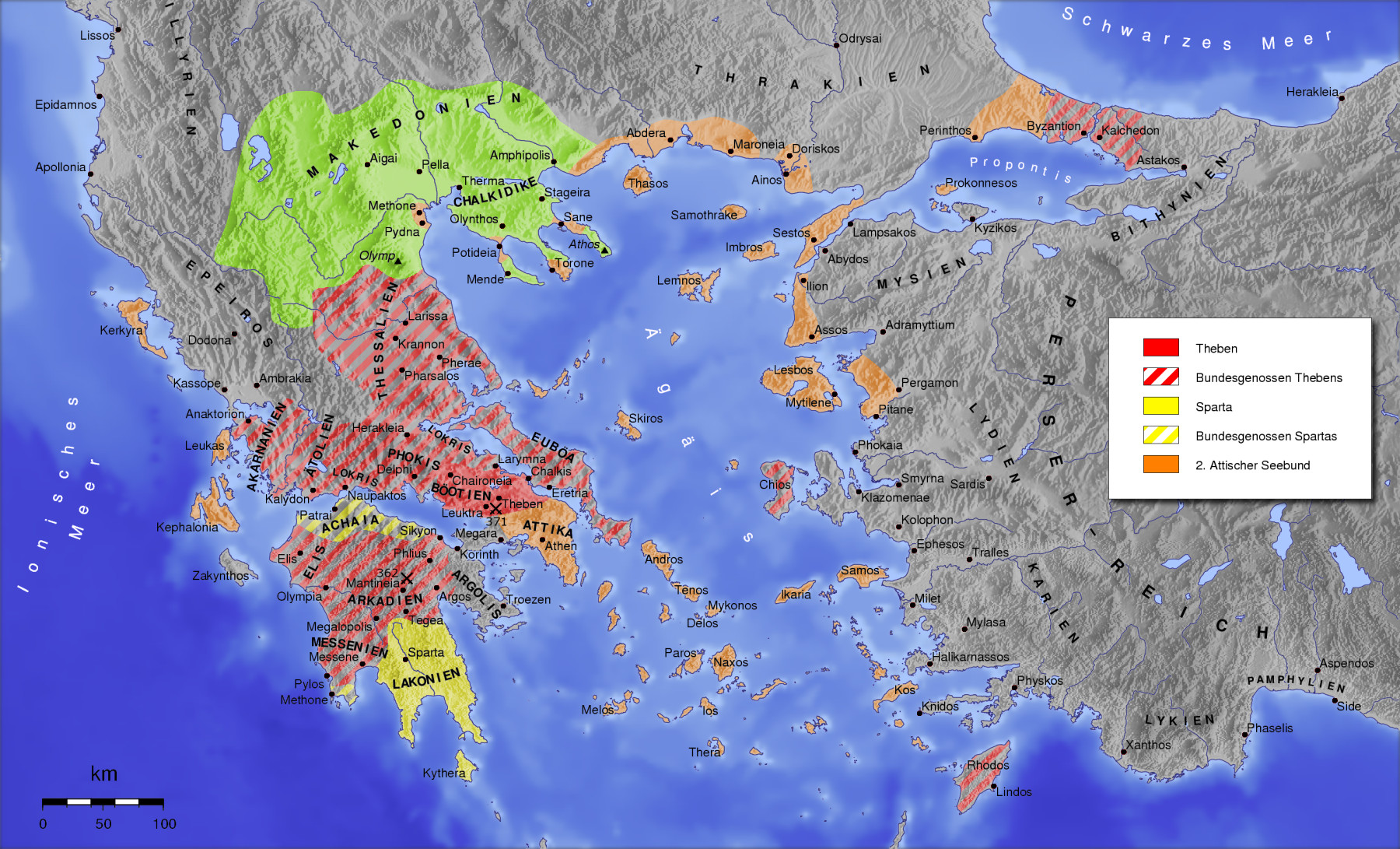
La Grèce pendant l’hégémonie thèbaine (371-362 av. J.-C.).

- 371-362 av. J.-C. : hégémonie thébaine en Grèce[2].
- 370-360 av. J.-C. : règne de Néoptolème Ier et d'Arymbas, co-rois d'Épire[3].

- Vers 369-362 av. J.-C. : Athènes lève le bannissement de Xénophon qui serait alors retourné dans la capitale attique ; pour d'autres historiens, il aurait résidé à Corinthe[4].

- 369-368 av. J.-C. : des mercenaires celtes sont engagés contre les Thébains dans un corps expéditionnaire de Syracuse[5].
- 367-349 av. J.-C. : nombreux raids gaulois en Italie (367, 361-360, 350-349)[6]. Le casque de Canosa, retrouvé dans les Pouilles, prouve la présence celte en Italie du sud. Ils s’installent dans la vallée du Tibre, en Campanie et en Apulie[7].
- 367 av. J.-C. : lois licinio-sextiennes à Rome. Le pouvoir des tribuns de la plèbe (pouvoirs d’intercessio et de prohibitio) se développe à l’issue de dix ans de conflit pendant lequel ils menacent de paralyser les institutions de la Rome antique afin d’obtenir plus de droits politiques pour la plèbe, ce qui permet la formation d’une nouvelle classe dirigeante, la nobilitas patricio-plébéienne[8]. Le territoire de Rome s’étend alors sur 1 900 km²[9].
- 367-366 av. J.-C. : mort du  tyran de Syracuse Denys l'Ancien, avènement de Denys le Jeune, deuxième voyage de Platon en Sicile[10]. Face à l’appauvrissement et au dépeuplement de la Sicile, Denys le Jeune ne suit pas les conseils de Platon qui lui suggère de faire appel à des colons venus de Grèce pour « refonder » les cités de l’île.

- Vers 366-355 av. J.-C. : début de l’activité du sculpteur athénien Léocharès. Selon Pline l'Ancien, il réalise une statue de Zeus Brontaios à Mégalopolis, un Zeus pour l’Acropole d’Athènes, des portraits d’Isocrate, d’Eubule et du pancratiaste Autolycos[11].
- Vers 365 av. J.-C. : le mathématicien Archytas de Tarente trouve une solution au problème de Délos (duplication du cube)[12].

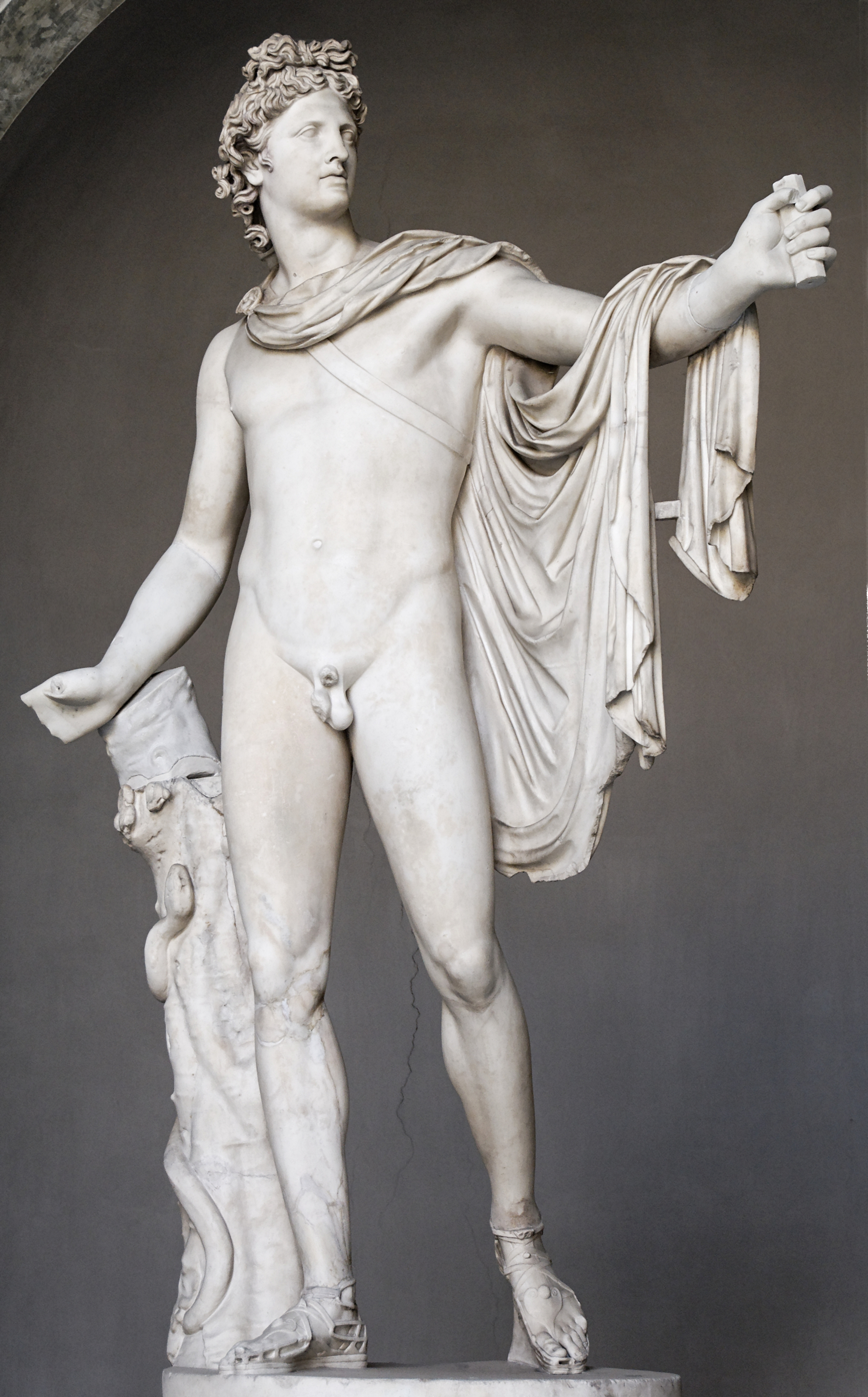
Apollon du Belvédère, traditionnellement attribué à Léocharès

- 364 av. J.-C. : bataille de Cynoscéphales. Alexandre de Phères, en lutte contre Thèbes (368-364), voit son influence se réduire à sa capitale et à la Thessalie méridionale[13].
- 364-362 av. J.-C. : les démocrates arcadiens envahissent l’Élide et s’emparent du sanctuaire d’Olympie et utilisent le trésor sacré du sanctuaire pour payer la solde des eparitoi, soldats d’élite recrutés parmi les couches les plus pauvres de la population. Les Mantinéens protestent et obtiennent le soutien de l’Assemblée des Dix-Mille, composée de propriétaires. Les eparitoi doivent quitter l’armée et sont remplacés par des Arcadiens plus riches[14].

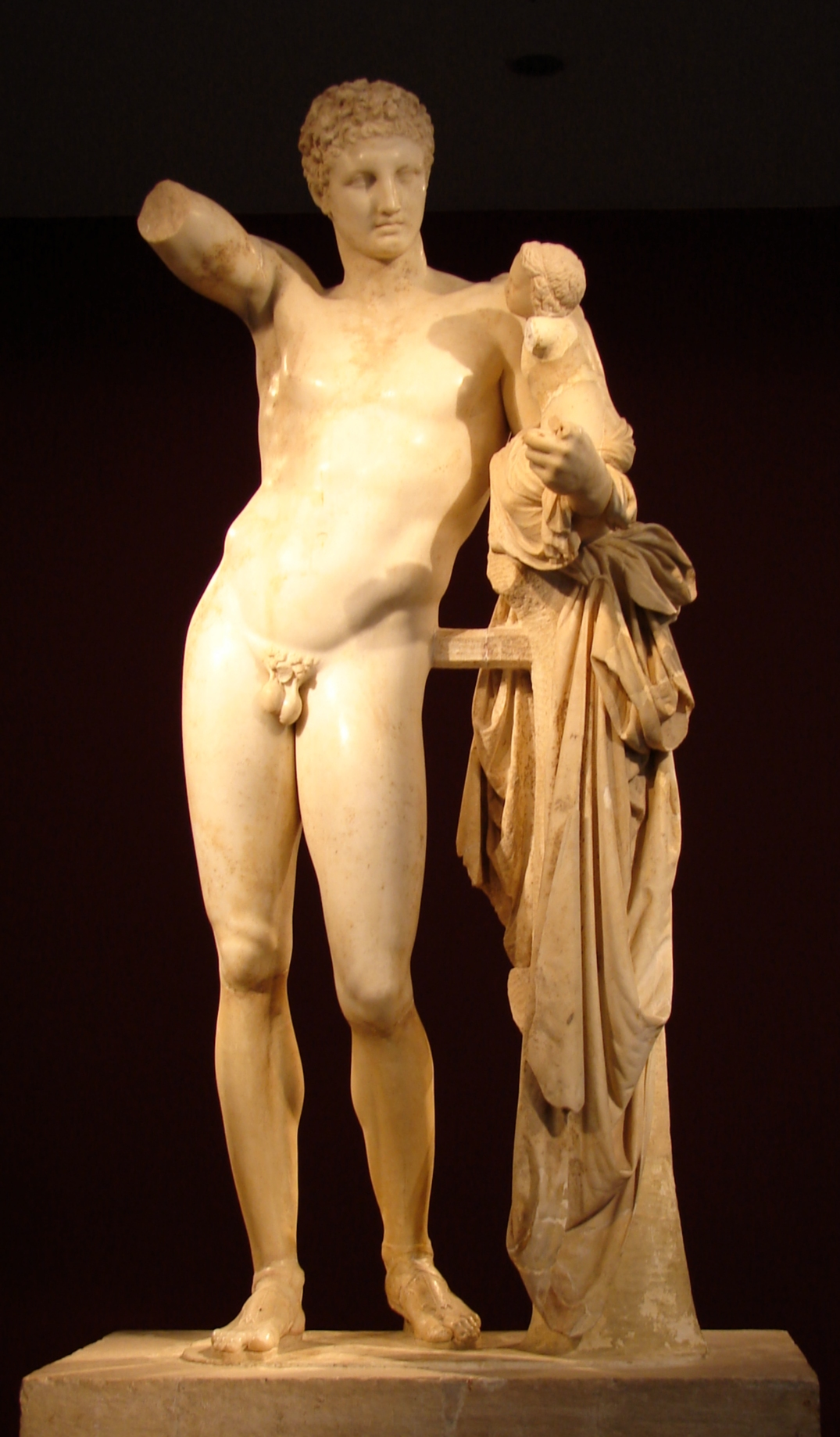
Hermès portant Dionysos enfant, chef-d'œuvre de Praxitèle.

- Vers 364-361 av. J.-C. : floruit de la carrière du sculpteur Praxitèle selon Pline l'Ancien[15]. Il réalise notamment l'Aphrodite de Thespies et Hermès portant Dionysos enfant (attribution discutée).
- 362/361 av. J.-C. : les satrapes occidentaux de l'Empire perse entrent en révolte contre le pouvoir central[16].
- 362 av. J.-C. : bataille de Mantinée[17].
- 361 et 360 av. J.-C. : offensives gauloises contre Rome[18].

## Personnages significatifs
- Alexandre de Phères
- Artaxerxès II
- Caius Licinius Stolon
- Denys le Jeune
- Épaminondas
- Eudoxe de Cnide
- Mausole
- Pélopidas
- Perdiccas III de Macédoine
- Praxitèle